# Dominic Adiyiah
Dominic Adiyiah (Accra, 29 de novembro de 1989) é um ex-futebolista ganês que atuava como atacante. 
Foi um dos principais jogadores na campanha de Gana no Mundial Sub-20 2009, onde sua seleção se sagrou campeã vencendo o Brasil na final.

## Carreira

### Heart of Lions e Fredrikstad
Foi revelado pelo Heart of Lions, um dos principais times de seu país, onde marcou 11 gols em 24 jogos durante seus dois anos na Premier League ganesa, conquistando o prêmio de melhor jogador da liga em 2007 e 2008.
Logo despertou o interesse do futebol europeu, e foi contratado pelo Fredrikstad da Noruega, em 6 de agosto de 2008, fazendo sua estreia três semanas depois, em 30 de agosto, contra o Aalesund.

### Milan
Devido ao destaque que teve no Mundial Sub-20 2009, despertou o interesse dos grandes clubes europeus, dentre eles o Manchester City e o Bayern de Munique. Porém, em 1 de novembro de 2009, o vice-presidente do Milan, Adriano Galliani, confirmou a contratação do ganês para a segunda parte da temporada 2009/10. Sendo assim, ele foi integrado ao elenco do clube rossonero em janeiro de 2010, durante a janela de transferências de inverno na Europa.
Atualmente vem sendo emprestado a diversos clubes para adquirir experiência profissional, o último deles foi o Arsenal Kiev, da Ucrânia, onde chegou em fevereiro de 2012.

### Seleção nacional
Pela Seleção Ganesa, se destacou no Mundial Sub-20 de 2009, torneio onde sua seleção se sagrou campeã e Adiyiah foi o artilheiro, com oito gols. Logo após o Mundial, estreou pela seleção principal, sendo ainda convocado para a Copa das Nações Africanas de 2010, e, mais tarde, para a Copa de 2010.
Na disputa do mundial, jogou duas partidas, todas elas entrando no segundo tempo. Nas quartas-de-final, contra o Uruguai, jogo que foi decidido na disputa de pênaltis, Adiyiah (que, antes do pênalti desperdiçado por Asamoah Gyan, havia tido a oportunidade de dar a vitória aos Black Stars) acabou perdendo a quarta cobrança de sua equipe, abrindo espaço para a seleção sul-americana marcar e vencer o confronto, eliminando Gana.

## Títulos
Seleção Ganesa
- Mundial Sub-20: 2009

### Prêmios individuais
- Bola de Ouro Mundial Sub-20: 2009
- Chuteira (Bota) de Ouro Mundial Sub-20: 2009
- Melhor jogador da Premier League ganesa: 2007 e 2008

### Artilharias
- Mundial Sub-20: 2009 (8 gols)